# Święcica (Litwa)
Święcica (lit. Degutėliai) – dawny zaścianek na Litwie, w okręgu uciańskim, w rejonie ignalińskim, w starostwie Kozaczyzna.

## Historia
W dwudziestoleciu międzywojennym zaścianek leżał w Polsce, w województwie nowogródzkim (od 1926 w województwie wileńskim), w powiecie brasławskim (od 1926 w powiecie święciańskim), w gminie Dukszty.
Według Powszechnego Spisu Ludności z 1921 roku zamieszkiwało tu 9 osób, wszystkie były wyznania rzymskokatolickiego. Jednocześnie 7 mieszkańców zadeklarowało polską przynależność narodową a 2 litewską. Był tu 1 budynek mieszkalny. W 1931 zamieszkiwało tu 7 osób w 1 budynku.
Miejscowość należała do parafii rzymskokatolickiej w Kozaczyźnie. Podlegała pod Sąd Grodzki w Święcianach i Okręgowy w Wilnie; właściwy urząd pocztowy mieścił się w Duksztach.